# Fonda Pedralbes
La Fonda Pedralbes, o Torre Talleda, és una obra de Barcelona inclosa a l'Inventari del Patrimoni Arquitectònic de Catalunya.

## Descripció
Casa que antigament fou una fonda. D'estil contemporani, planta rectangular i façana amb vuit balcons. L'accés es fa per un portal i uns quants esglaons. A la part posterior hi ha una eixida amb plantacions. Està cobert per un terrat.

## Història
Fou hostal d'aquest caseriu de Pedralbes. S'hi elaborava mató. Aquest establiment substituí en aquesta especialitat gastronòmica a la cèlebre Serafina, que instaurà la venda de mató en una casa a la dreta del monestir de Pedralbes. El marit era el jardiner del cenobi i, després de posseir la fórmula dels "Matons de monja", s'establí pel seu compte, explotant la seva muller, Serafina. Es feren rics i deixaren el negoci.
Al cap d'uns anys la venda de mató passà a la Fonda Pedralbes. A la façana s'hi llegia: Matons de Pedralbes.